# Stuart Armstrong
Stuart Armstrong, né le 30 mars 1992 à Inverness en Écosse, est un footballeur international écossais qui évolue au poste milieu de terrain aux Whitecaps de Vancouver.

## Biographie

### Dundee United
Né à Inverness en Écosse, Stuart Armstrong commence le football au Dyce Boys Club. Il fait un essai à l'Aberdeen FC à l'âge de 13 ans mais celui-ci est non concluant et il rejoint en 2008 le club de sa ville natale, l'Inverness CT. Toutefois, un an après son arrivée, le club est relégué de la première division écossaise et n'a pas les moyens de le garder, lui comme d'autres jeunes de l'équipe U19. Au cours de cette même année, sa famille déménage à Dundee et il intègre alors l'un des clubs de la ville, le Dundee United où il commence sa carrière professionnelle. Il joue son premier match en professionnel le 6 novembre 2020, lors d'une rencontre de première division écossaise contre Hamilton Academical. Il entre en jeu à la place de Scott Robertson et son équipe l'emporte par un but à zéro.
Avec Dundee il a l'occasion de faire ses premiers pas en coupe d'Europe, jouant son premier match lors d'une rencontre qualificative pour la Ligue Europa 2012-2013 face au FK Dynamo Moscou le 9 août 2012. Il entre en jeu à la place de John Rankin et son équipe s'incline lourdement par cinq buts à zéro ce jour-là.

### Celtic FC
Le 2 février 2015, il est transféré au Celtic FC. Le 19 février 2015, il inscrit un but au cours de son premier match sous le maillot du Celtic lors des seizièmes de finale de la Ligue Europa contre l'Inter Milan (match nul 3-3).
Le 15 août 2015, Armstrong réalise son premier doublé pour le Celtic, lors d'une rencontre de championnat face au Inverness Caledonian Thistle. Il contribue ainsi à la victoire de son équipe par quatre buts à deux.
Il prolonge son contrat avec le Celtic en août 2017 jusqu'en 2019.

### Southampton FC
Le 26 juin 2018, il s'engage pour quatre ans avec le Southampton FC. Il joue son premier match sous ses nouvelles couleurs le 12 août 2018, lors de la première journée de la saison 2018-2019 de Premier League contre le Burnley FC (0-0). Le 24 novembre 2018, il inscrit ses deux premiers buts pour Southampton, face au Fulham FC, en championnat. Ce n'est toutefois pas suffisant puisque son équipe s'incline (3-2).
Le 1er janvier 2021, Stuart Armstrong prolonge son contrat avec Southampton jusqu'en juin 2024,.

### Whitecaps de Vancouver et après
Le 31 janvier 2025, il rejoint Sheffield Wednesday.

### En sélection
Il est sélectionné avec l'équipe d'Écosse des moins de 19 ans et l'équipe d'Écosse espoirs. Il inscrit son premier but avec les espoirs lors de sa troisième apparition, le 10 août 2011 contre la Norvège. Il entre en jeu et participe à la victoire de son équipe par trois buts à un.
Armstrong fait ses débuts avec la équipe nationale d'Écosse le 26 mars 2017 contre la Slovénie, en match de qualification pour la Coupe du monde 2018. Il se distingue ce jour-là en délivrant une passe décisive pour Chris Martin, permettant à son équipe de s'imposer (1-0). Le 1er septembre 2017, pour sa troisième apparition en sélection, il inscrit son premier but international contre la Lituanie (victoire 0-3 de son équipe).
Il est retenu par Steve Clarke, le sélectionneur de l'Écosse, pour participer à l'Euro 2020.
En juin 2024, il fait partie de la liste des 26 joueurs convoqués par Steve Clarke pour disputer l'Euro 2024 .

## Palmarès

### En club
| Celtic Glasgow - Championnat d'Écosse - Champion en 2015, 2016, 2017 et 2018 - Coupe de la Ligue écossaise - Vainqueur en 2016 (en) et 2017 (en) - Coupe d'Écosse - Vainqueur en 2017 (en) et 2018 (en) |

### Distinctions personnelles
- Membre de l'équipe-type de Scottish Premier League en 2014, 2015 et 2017.
- Meilleur jeune joueur de Scottish Premier League en 2013.
- Meilleur jeune joueur du mois de Scottish Premier League en février 2013.